# Liste der Monuments historiques in Châtelblanc
Die Liste der Monuments historiques in Châtelblanc führt die Monuments historiques in der französischen Gemeinde Châtelblanc auf.

## Liste der Immobilien
| Bezeichnung          | Beschreibung                     | Standort                     | Kennzeichnung | Schutzstatus | Datum | Bild           |
| -------------------- | -------------------------------- | ---------------------------- | ------------- | ------------ | ----- | -------------- |
| Croix de la Combille | Monumentalkreuz, bezeichnet 1561 | Chemin de la Combille (Lage) | PA00101745    | Inscrit      | 1989  | weitere Bilder |

## Liste der Objekte
| Bezeichnung         | Beschreibung                                                                                   | Standort                                    | Kennzeichnung | Schutzstatus | Datum | Bild |
| ------------------- | ---------------------------------------------------------------------------------------------- | ------------------------------------------- | ------------- | ------------ | ----- | ---- |
| Kanzel              | Holz, farbig gefasst und vergoldet, 18. Jahrhundert                                            | in der Kirche Nativité-de-Notre-Dame (Lage) | PM25000514    | Classé       | 1982  |      |
| Taufaltar           | Retabel; Holz, farbig gefasst und vergoldet, 18. Jahrhundert                                   | in der Kirche Nativité-de-Notre-Dame (Lage) | PM25000515    | Classé       | 1982  |      |
| Linker Seitenaltar  | Altartisch und Retabel; Holz, farbig gefasst, Anfang des 19. Jahrhunderts                      | in der Kirche Nativité-de-Notre-Dame (Lage) | PM25001987    | Inscrit      | 1981  |      |
| Marienaltar         | rechter Seitenaltar; Altartisch und Retabel; Holz, farbig gefasst, Anfang des 19. Jahrhunderts | in der Kirche Nativité-de-Notre-Dame (Lage) | PM25001988    | Inscrit      | 1981  |      |
| Alexander-Reliquiar | Holz, farbig gefasst, 18. Jahrhundert                                                          | in der Kirche Nativité-de-Notre-Dame (Lage) | PM25001989    | Inscrit      | 1981  |      |
| Glocke              | Bronze, 1776 gegossen                                                                          | in der Kirche Nativité-de-Notre-Dame (Lage) | PM25000513    | Classé       | 1943  |      |